# Octopus (The Human League)
Octopus è il settimo album del gruppo britannico The Human League, pubblicato dalla EastWest Records nel 1995.
La produzione è stata affidata a Ian Stanley (ex tastierista dei Tears for Fears), e il sound del disco si caratterizza per un ritorno all'uso dei sintetizzatori analogici.
Per la prima volta il gruppo si presenta come un trio di cantanti: Philip Oakey, Joanne Catherall e Susan Ann Sulley.
Gli autori di musica e testi sono lo stesso Oakey, Paul C. Beckett, Jo Callis (membro della band dal 1980 al 1985), Neil Sutton e Russell Dennett (presenti nella line-up della band nel precedente album, Romantic?).

## Descrizione
Il primo singolo pubblicato con la nuova etichetta fu Tell Me When, uscito il 27 dicembre 1994, e fu un inaspettato successo: raggiunse infatti la sesta posizione della classifica britannica, e questo diede la spinta alle vendite dell'album che nella UK chart toccò anch'esso la sesta posizione.
Il secondo singolo fu One Man in My Heart, uscito nel marzo del 1995: anche questo brano fu ben accolto dal pubblico (arrivò alla tredicesima posizione della classifica inglese) ed anche dalla critica, infatti il quotidiano The Guardian nel 2001 citò il brano come una delle più belle canzoni d'amore degli anni '90.
Il terzo singolo, Filling Up with Heaven, pubblicato nel giugno del 1995, toccò la trentaseiesima posizione della UK chart.

## Tracce
1. Tell Me When
2. These Are the Days
3. One Man In My Heart
4. Words
5. Filling Up with Heaven
6. Housefull of Nothing
7. John Cleese, Is He Funny?
8. Never Again
9. Cruel Young Lover